# Excesso enantiomérico
Em estereoquímica,o excesso enantiomérico (ee) de uma substância é uma medida de quão pura ela é. Neste caso, a impureza considerada é o enantiômero indesejado: a imagem especular de um composto quiral.

## Definição
O excesso enantiomérico é definido como a diferença absoluta entre a fração molar de cada enantiômero:
{\displaystyle \ ee=|F_{+}-F_{-}|}
onde
{\displaystyle \ F_{+}+F_{-}=1}
Na prática, geralmente é expresso como um excesso enantiomérico porcentual.
{\displaystyle \ ee=([\alpha ]_{obs}/[\alpha ]_{max})\times 100} (1)
O excesso enantiomérico pode ser determinado de outra forma, se é conhecida a quantidade de cada enantiômero produzido. Se são conhecidas as quantidades em moles de cada enantiômero produzido, então:
{\displaystyle \ ee=((R-S)/(R+S))\times 100} (2)
{\displaystyle \ R} y {\displaystyle \ S} são as respectivas frações dos enantiômeros em uma mistura tal que
{\displaystyle \ R+S=1}

## Utilização
O excesso enantiomérico é utilizado como um dos indicadores de êxito de uma síntese assimétrica. Para misturas de diastereômeros, há definições e usos análogos para excesso diastereomérico (de, do inglês: diastereomeric excess) e excesso diastereomérico porcentual.
Como exemplo, uma mistura com 70% de isômero R e 30% de isômero S terá um excesso enantiomérico de 40%. Isto também pode ser interpretado como uma mistura de 40% do enantiômero R puro, com 60% da mistura racêmica (que contribui com os 30% da forma R e 30% da forma S da composição global).
Uma mistura não-racêmica de dois enantiômeros terá uma rotação óptica líquida (resultante). É possível determinar a rotação específica da mistura e, com o conhecimento da rotação específica do enantiômero puro, pode determinar-se a pureza óptica (o.p., do inglês: optical purity).
{\displaystyle \ o.p.=([\alpha ]_{obs}/[\alpha ]_{max})}
Idealmente, a contribuição de cada componente da mistura à rotação óptica total é diretamente proporcional a sua fração molar, e como resultado, o valor numérico da pureza óptica é idêntica ao excesso enantiomérico. Isto tem levado ao uso informal de ambos termos como se fossem intercambiáveis, especialmente devido a que a pureza óptica era a forma tradicional de medir o excesso enantiomérico. Porém, atualmente podem ser utilizados outros métodos para medir a quantidade de cada enantiômero individualmente, tais como a cromatografía quiral de coluna e a espectroscopia RMN.
A equivalência ideal entre excesso enantiomérico e pureza óptica nem sempre se mantém. Por exemplo:
- a rotação específica do ácido (S)-2-etil-2-metilsuccínico resulta ser dependente da concentração.
- no que agora se conhece como o efeito Horeau, a relação entre o excesso enantiomérico molar e o excesso enantiomérico baseado na rotação óptica pode não ser linear, como no exemplo do ácido succínico no qual a atividade óptica a 50% ee é menor que a esperada.
- a rotação específica do 1-feniletanol enantiopuro pode ser melhorada pela adição de acetofenona aquiral como impureza.

O termo excesso enantiomérico foi introduzido em 1971 por Morrison e Mosher em sua publicação Asymmetric Organic Reactions. O uso do excesso enantiomérico tem se estabelecido devido a suas relações históricas com a rotação óptica. Tem sido sugerido que o conceito de excesso enantiomérico (ee) seja substituído pelo de razão enantiómerica (er, do inglês: enantiomeric ratio), seguido da relação (S:R) ou q (S/R), devido a que a determinação da pureza óptica tem sido substituída por outras técnicas que medem diretamente R e S, e devido a que simplifica os tratamentos matemáticos tais como o cálculo de constantes de equilíbrio e velocidades de reação relativas. Os mesmos argumentos são válidos para a substituição de excesso diastereomérico (de) a razão diastereomérica (dr, do inglés: diastereomeric ratio).